# George Phillips Bond
George Phillips Bond (* 20. Mai 1825 in Dorchester, Massachusetts; † 17. Februar 1865 in Cambridge, Massachusetts) war ein US-amerikanischer Astronom. Er war der Sohn des Astronomen William Cranch Bond.

## Leben
Er graduierte 1845 an der Harvard University und wurde anschließend Assistent bei seinem Vater am Observatorium. Von 1859 bis zu seinem Tod 1865 war er als Nachfolger seines Vaters Direktor des Harvard-College-Observatoriums. Sein Cousin Edward Singleton Holden war der erste Direktor des Lick-Observatoriums.
1847 wurde er in die American Academy of Arts and Sciences gewählt. 1848 gehörte er zu den Entdeckern des Saturnmondes Hyperion. Er war Begründer der photographischen Photometrie. Er, sein Vater und der Fotograf des Massachusetts General Hospital John Adams Whipple erstellten 1850 die erste fotografische Aufnahme eines Sterns: in der Nacht vom 16. zum 17. Juli 1850 nahmen sie eine 100 Sekunden-Daguerre-Aufnahme des Sterns Wega auf. Außerdem entdeckte Bond mehrere Kometen und berechnete ihre Bahnen. Weitere Forschungen betrafen den Planeten Saturn und den Orionnebel.
1865 wurde er mit der Goldmedaille der Royal Astronomical Society ausgezeichnet. Seit 1863 war er korrespondierendes Mitglied der Bayerischen Akademie der Wissenschaften.
Er starb an den Folgen von Tuberkulose.
Der Asteroid (767) Bondia ist nach ihm und seinem Vater William Cranch Bond benannt.
Der Marskrater Bond und der Mondkrater G. Bond sind nach ihm benannt.

## Veröffentlichungen
- Zone catalogue of 4484 stars situated between 0 deg 20' and 0 deg 40' north declination observed during the years 1854-55. Annals of Harvard College Observatory 2 (1857) 2-2257
- Photographical Experiments on the Positions of Stars. Monthly Notices of the Royal Astronomical Society 17 (1857) 230.
- Observations of Comets and Planets made at the Observatory of Harward College Cambridge U. S. Astronomische Nachrichten 51 (1859) 273.
- On the relative brightness of the sun and moon, 1861.
- On the Spiral Structure of the Great Nebula of Orion. Monthly Notices of the Royal Astronomical Society 21 (1861) 203-207.
- Observations upon the Great Nebula of Orion. Annals of the Harvard College Observatory 5 (1867) 1-22.